# Sárgacsőrű turákó
A sárgacsőrű turákó (Tauraco macrorhynchus) a madarak osztályának turákóalakúak (Musophagiformes) rendjébe, ezen belül a turákófélék (Musophagidae) családjába tartozó faj. Korábbi rendszertanok, a család más tagjaival együtt a kakukkalakúak közé sorolták be.

## Előfordulása
Angola,  a Kongói Köztársaság, Egyenlítői-Guinea, Kamerun, Elefántcsontpart, a Kongói Demokratikus Köztársaság, Gabon, Ghána, Guinea, Nigéria, Sierra Leone és Libéria területén honos. Az erdős területeket kedveli, a tengerszinttől 1600 méter magasságig.

## Alfajai
- Tauraco macrorhynchus macrorhynchus (Fraser, 1839)
- Tauraco macrorhynchus verreauxii (Schlegel, 1854)

## Megjelenése
Csőrétől farkáig  40-43 centiméter hosszú. A különböző ivarú egyedek átlagos súlya kis mértékben eltér, a nehezebb hímek súlya 261-272 g, a nőstények súlya 216-234 g. A faj könnyen felismerhető sárga csőréről és orr-tollazatának hiányából, mely miatt csőre igen nagynak tűnik (innen kapta a macro-rhínchus nevet).
|  |

## Életmódja
Gyümölcsöket fogyaszt, de megeszi a magvakat, leveleket és az ízeltlábúakat is.

## Természetvédelmi helyzete
Bár a faj globálisan nincs veszélyeztetett helyzetben, státuszát folyamatosan ellenőrzik élőhelyének, a síkvidéki erdőknek irtása miatt.